# Archegosauridae
Archégosauroïde
Famille
Les Archegosauridae ou archégosauroïde forment une famille fossile d’amphibiens temnospondyles relativement grands et à museau long qui ont vécu durant la période permienne. Ces animaux étaient entièrement aquatiques et étaient métaboliquement et physiologiquement plus semblables aux poissons que les amphibiens modernes.

## Historique
La famille des Archegosauridae est décrite en 1857 par Hermann von Meyer.

### Fossiles
Selon Paleobiology Database en 2025, cette famille des Archegosauridae a vingt-deux collections référencées de fossiles. Ces collections référencées sont de l'Assélien du Cisuralien ou Permien inférieur au Tatarien du Lopingien ou Permien supérieur, c'est-à-dire datent de 298,9 à 257,4 Ma avant notre ère.

### Répartition
Ces collections proviennent de trois pays, dix-huit collections de Russie, deux du Brésil, deux de l'Inde. 

## Sous-familles
Selon Paleobiology Database en 2025, cette famille des Archegosauridae comprend cinq sous-familles :
- †Archegosaurinae Lydekker, 1885
- †Melosaurinae Fritsch, ?
- †Platyoposaurinae Gubin, 1991
- †Platyposaurinae Lydekker, 1889
- †Tryphosuchinae Golubev, 1995

## Liste des genres sans sous-familles
- †Bashkirosaurus Gubin, 1981
- †Collidosuchus Gubin, 1986
- †Kashmirosaurus Werneburg & Schneider, 1996
- †Platyoposaurus Lydekker, 1889
- †Platyops Twelvetrees, 1880

## Galerie

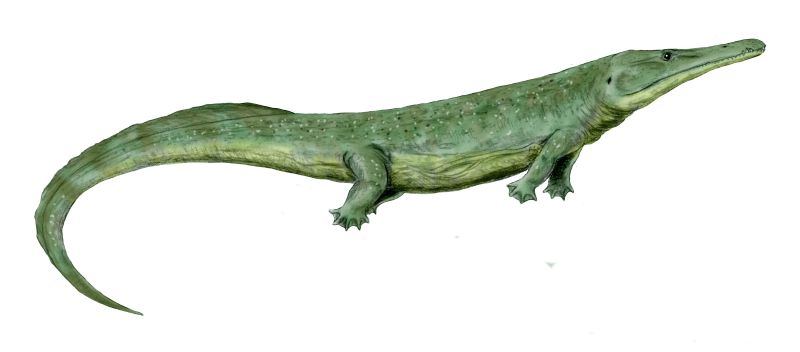
Prionosuchus
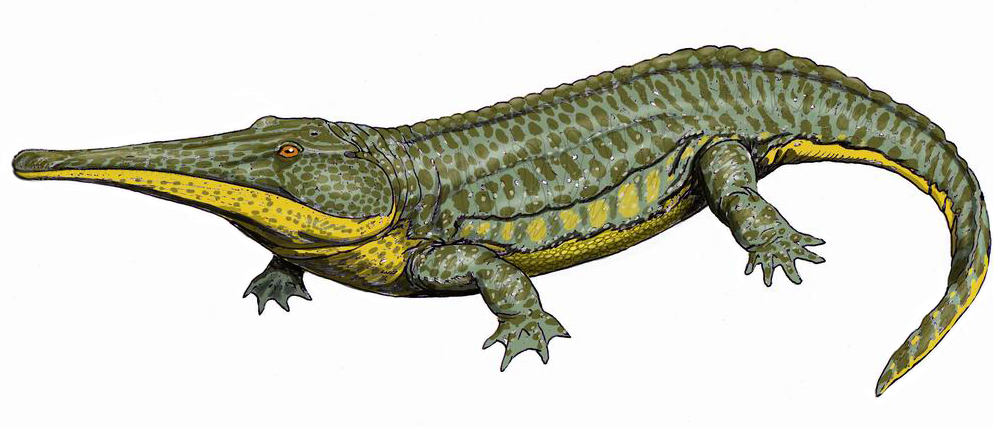
Platyoposaurus
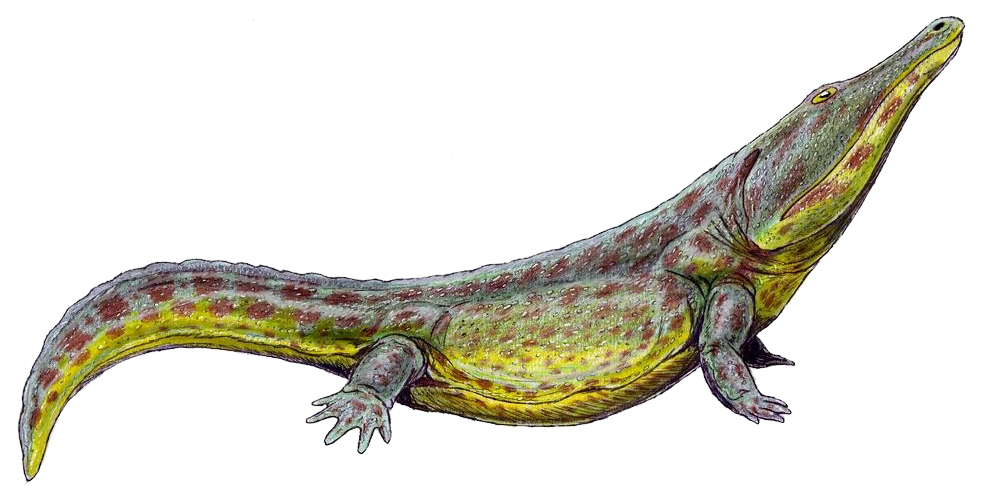
Konzhukovia
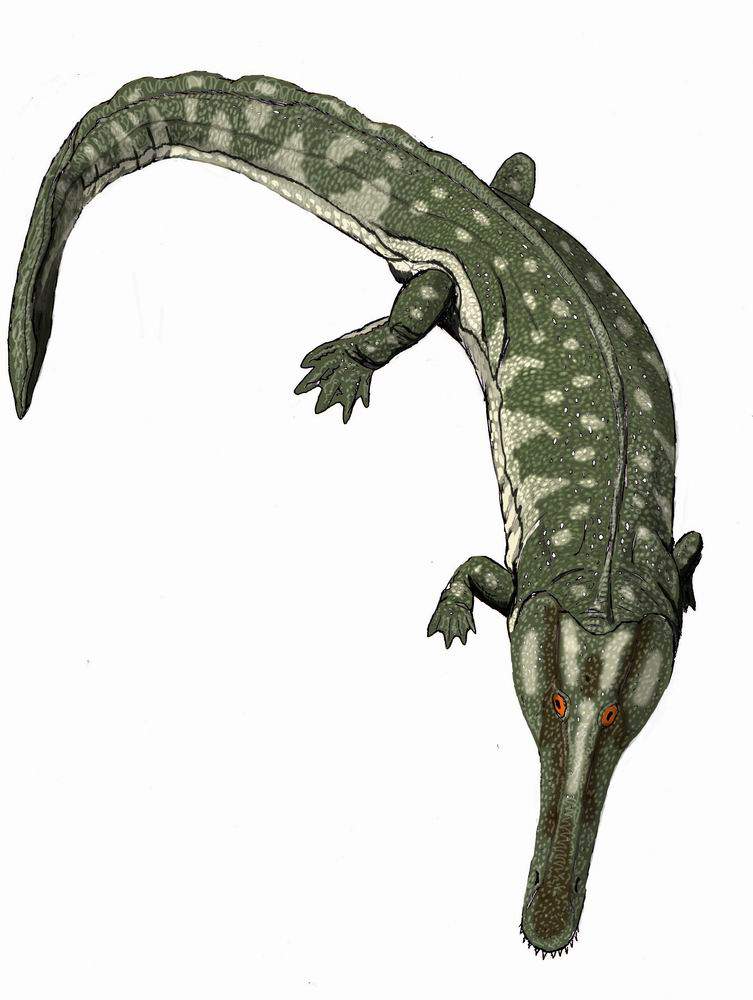
Collidosuchus